# Lundy (rasa koni)

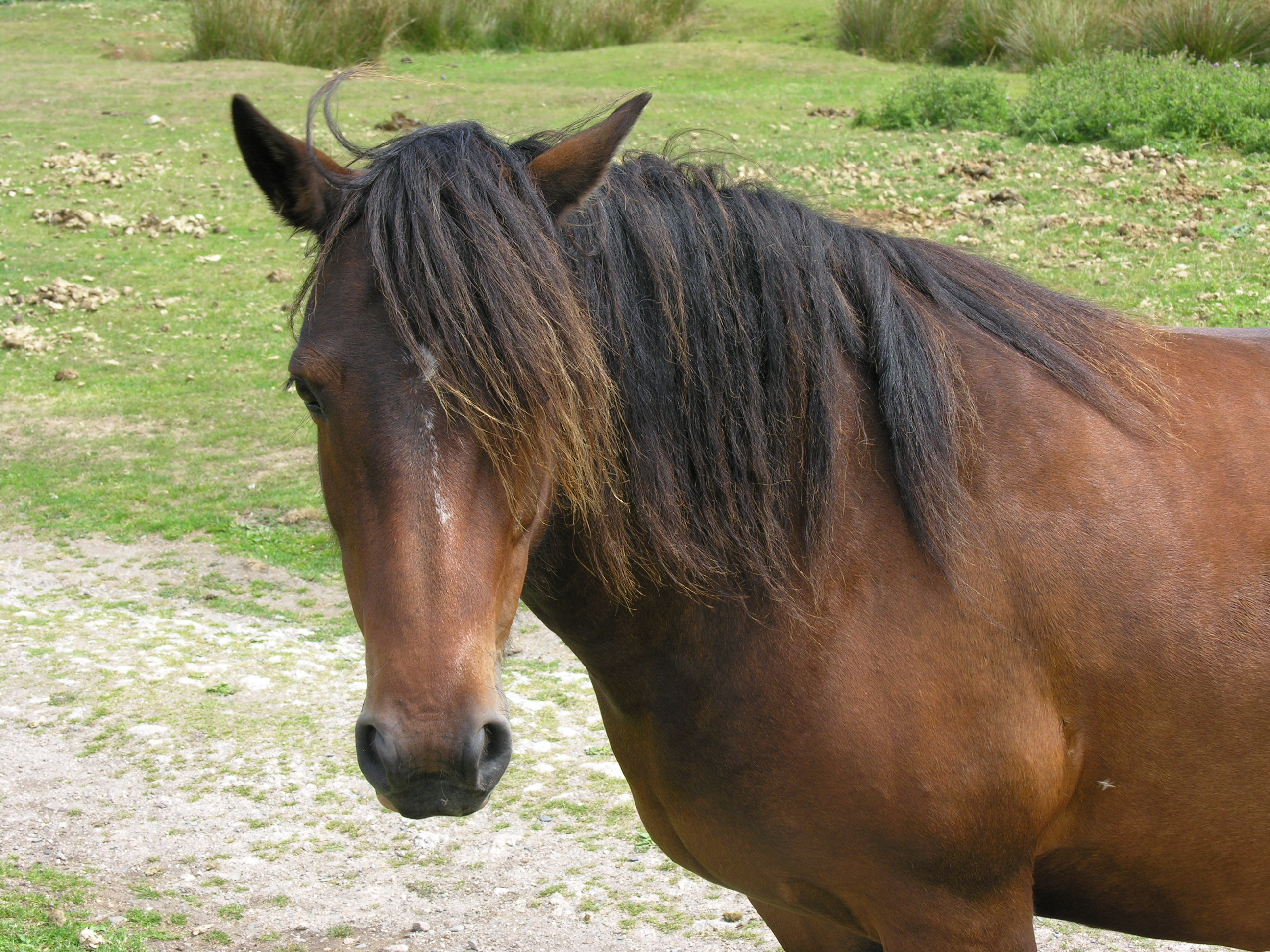
Lundy

Lundy – młoda rasa konia domowego, która powstała na wyspie Lundy wskutek krzyżówek klaczy kuca New Forest z ogierami czystej krwi. Dodatkowy wpływ wywołały Connemara i walijski Kuc Górski.
Lundy jest bardzo odpornym i tanim w utrzymaniu zwierzęciem. To kuc dla dzieci, o atrakcyjnym wyglądzie, dobrym pokroju, obdarzony naturalną zdolnością skakania. Ma głowę z ładnie osadzoną, muskularną szyją, proporcjonalną budowę, dobrze związany, mocny grzbiet i poprawny zad. Typowe dla lundyego są szeroka i głęboka klatka piersiowa, pochyłe łopatki oraz mocne nogi. Kuc prezentuje głównie bułane, dereszowate, gniade, palomino lub brudnokasztanowate umaszczenie, a wysokość w kłębie nie przekracza 135 cm.